# Lilyan Chauvin
Lilyan Chauvin (París, 6 de agosto de 1925-Los Ángeles, 26 de junio de 2008) fue una actriz, presentadora de televisión, directora, escritora y maestra de teatro francesa, que desarrolló la mayor parte de su carrera profesional en Estados Unidos.

## Carrera
Nacida en París, Chauvin comenzó su carrera en la radio francesa y en el escenario en Inglaterra. Se mudó a los Estados Unidos en 1952 para seguir una carrera como actriz y fue inicialmente elegida para un papel menor en la televisión antes de hacer su debut cinematográfico en 1957.
La carrera de Chauvin en películas estadounidenses abarcó más de sesenta años, y en gran parte consistió en papeles de reparto. Algunos de sus créditos incluyen The Other Side of Midnight (1977), Private Benjamin (1980), la película slasher Silent Night, Deadly Night (1984), Depredador 2 (1990) y Atrápame si puedes (2002) de Steven Spielberg. También tuvo una prolífica carrera en televisión y fue invitada en series de televisión como Combat! (1964), Friends, The X-Files, Murder, She Wrote, Star Trek: Deep Space Nine, Magnum y Ugly Betty. 
En su vida posterior, Chauvin enseñó actuación y dirección en la Universidad de California, Los Ángeles y en la Universidad del Sur de California. También se desempeñó como vicepresidenta del consejo de mujeres en el cine. Falleció en Los Ángeles en 2008 por complicaciones derivadas de insuficiencia cardíaca congestiva y cáncer de mama.